# Perifante (figlio di Ochesio)
Perifante (in greco antico: Περίφᾱς?, Períphās) è un personaggio della mitologia greca, un guerriero acheo, figlio di Ochesio, ricordato come il più forte degli Etoli.

## Mitologia
Era un valoroso guerriero acheo. Ares, quando scese in guerra in compagnia di Atena, lo portò in fin di vita e poi gli tolse le armi.
Lo lasciò morire scegliendo di abbandonarlo giacente di dolore.